# Afric Aviation
Afric Aviation est une compagnie aérienne régionale basée à Port-Gentil au Gabon. Sa base principale est l'Aéroport international de Port-Gentil.

## Histoire
Afric Aviation a été fondée en 2009 et a commencé ses opérations en 2010.

## Destinations

### Gabon
- Port-Gentil - Aéroport international de Port-Gentil
- Libreville - Aéroport international Léon-Mba

### République du Congo
- Pointe-Noire - Aéroport international Agostinho-Neto

## Flotte
La flotte d'Afric Aviation comprend les appareils suivants: